# Hugo Swire
Pour les articles homonymes, voir Swire (homonymie).
Hugo George William Swire, né le 30 novembre 1959 à Londres, est un homme politique britannique, membre du Parti conservateur.

## Biographie
Avant son entrée au parlement du Royaume-Uni, il est officier au régiment Grenadier Guards puis directeur de Sotheby's.
Swire est de 2012 jusqu'à 2016 ministre d'État aux Affaires étrangères dans les gouvernements Cameron.
Nommé KCMG en 2016, il reste député pour la circonscription de l'East Devon depuis 2001.
Il siège à la chambre des lords depuis novembre 2022.